# Santa Vittoria d'Alba
Santa Vittoria d'Alba (Santa Vitòria in piemontese) è un comune italiano di 2 908 abitanti della provincia di Cuneo in Piemonte. Fa parte della delimitazione geografica del Roero.

## Geografia fisica
L'abitato di Santa Vittoria d'Alba è situato su di un poggio che domina il Roero e la Valle Tanaro. Il comune si estende tra Alba e Bra, con le frazioni Cinzano, Borgo, Villa, Lussi e Case Nuove.

## Storia

### Simboli
Lo stemma e il gonfalone sono stati concessi con DPR del 18 giugno 1954.
Il gonfalone è un drappo partito di rosso e di bianco.

## Monumenti e luoghi d'interesse

### Architetture civili
- Il Castello situato sulla rocca circondata da vigneti, di Santa Vittoria d'Alba, ha una suggestiva visuale panoramica sulla Langa ed il Roero. Con la sua imponente torre quadra, alta 30 metri, domina la cittadina alle porte di Alba famosa per l'azienda che prende nome dalla frazione Cinzano. Se ne ha notizia certa dal 1154, quando il papa Anastasio IV lo cita Castrum Sancte Victorie cum ecclesiis in un documento. Attualmente di proprietà privata è sede di un complesso turistico con ristorante ed hotel a 4 stelle.
- Cascina in località Lussi, con inglobata la cappella di Sant'Ambrogio.
- Fontana Genevraj.
- Fontana di Valle Spinzo.

### Architetture archeologiche
- Il Turriglio, a pianta circolare su basamento quadrato, di origine romana, forse ciò che rimane di un tempio. Sito al crocevia fra le strade che collegavano Alba Pompeia, Pollentia e Augusta Bagennorum, centri della Regio IX augustea.
- Anforiano, antico insediamento, ora scomparso, situato a monte della strada che dal Borgo S.Antonio, prima di attraversare la frazione Lussi, porta a Monticello d'Alba.
- Castrum di Bricco San Cristoforo. Citato ancora nel XII secolo come l'accampamento di Anforiano, in quanto circondato da mura e fossati. Oggi rimangono pochi resti in muratura.

### Architetture religiose
- La torre campanaria.
- La parrocchiale dell’Assunta.
- La confraternita di San Francesco.
- La chiesa di San Rocco.
- La parrocchia di Santa Paola in Cinzano.
- Il pilone Santa Vittoria.
- Il pilone della Valle.
- Il pilone "del pin".

## Società

### Evoluzione demografica
Abitanti censiti

### Etnie e minoranze straniere
Secondo i dati Istat al 31 dicembre 2017, i cittadini stranieri residenti a Santa Vittoria d'Alba sono 388, così suddivisi per nazionalità, elencando per le presenze più significative:
1. Romania, 123
2. Marocco, 73
3. Albania, 40
4. Senegal, 30
5. Repubblica di Macedonia, 29

## Cultura

### Musei
- Gipsoteca di Santa Vittoria. inaugurata nel 2005, è dedicata a Gioachino Chiesa, insigne scultore originario di Santa Vittoria d'Alba. Che decise di donare tutti i suoi bozzetti in gesso ed altre opere ai suoi concittadini.

### Cinema
Nel 1969 Santa Vittoria è stata oggetto della pellicola Il segreto di Santa Vittoria di Stanley Kramer, storia basata su fatti realmente accaduti nel comune piemontese durante la seconda guerra mondiale, durante la quale gli abitanti nascosero un milione di bottiglie di vino ai tedeschi. Il film è stato interamente girato in Italia, negli Studios di Cinecittà e per gli esterni nei comuni di Anticoli Corrado e Capranica Prenestina, nel Lazio.

## Economia
Santa Vittoria d'Alba è particolarmente ricordata per la presenza dello storico stabilimento della Cinzano (ora della Diageo) nella frazione omonima.

## Amministrazione
Di seguito è presentata una tabella relativa alle amministrazioni che si sono succedute in questo comune.
| Periodo        | Periodo        | Primo cittadino          | Partito                        | Carica  | Note  |
| -------------- | -------------- | ------------------------ | ------------------------------ | ------- | ----- |
| 23 giugno 1986 | 15 giugno 1990 | Anna Maria Foglia        | Democrazia Cristiana           | Sindaco | [ 8 ] |
| 15 giugno 1990 | 24 aprile 1995 | Anna Maria Foglia        | Democrazia Cristiana           | Sindaco | [ 8 ] |
| 24 aprile 1995 | 14 giugno 1999 | Aldo Ponzo               | centro                         | Sindaco | [ 8 ] |
| 14 giugno 1999 | 14 giugno 2004 | Aldo Ponzo               | lista civica                   | Sindaco | [ 8 ] |
| 14 giugno 2004 | 8 giugno 2009  | Marzia Manoni            | lista civica                   | Sindaco | [ 8 ] |
| 8 giugno 2009  | 26 maggio 2014 | Marzia Manoni            | lista civica                   | Sindaco | [ 8 ] |
| 26 maggio 2014 | 27 maggio 2019 | Giacomo Badellino        | lista civica: crescere insieme | Sindaco | [ 8 ] |
| 27 maggio 2019 | 27 giugno 2024 | Giacomo Badellino        | lista civica: crescere insieme | Sindaco | [ 8 ] |
| 27 giugno 2024 | in carica      | Maria Adriana Dellavalle | lista civica: crescere insieme | Sindaco | [ 8 ] |

### Gemellaggi
- Vers-Pont-du-Gard, dal 1973